# Sveriges flagga (sång)
Sveriges flagga är en svensk nationalromantisk sång till Sveriges flagga. Musiken är skriven 1916 för manskör av Hugo Alfvén och texten är av K.G. Ossiannilsson. I den första utgåvan hade sången titeln Sverges fana. Tonsättningen går i Ess-dur i högtidligt, långsamt marschtempo. Harmoniken är rik med många förhållningar. Musiken är inte strofisk, det vill säga exakt densamma i båda verserna, utan genomkomponerad, anpassad till texten.

## Text
Text av K.G. Ossiannilsson enligt "Sveriges flagga" i Hugo Alfvén – en vägvisare.
Flamma stolt mot dunkla skyar

lik en glimt av sommarns sol

över Sveriges skogar, berg och byar,

över vattnen av viol,

du, som sjunger, när du bredes

som vår gamla lyckas tolk:

"Solen lyser! Solen lyser! Ingen vredes

åska slog vårt tappra folk!

Flamma högt vår kärleks tecken,

värm oss, när det blåser kallt!

Stråla ur de blåa vecken

kärlek, mera stark än allt!

Sveriges flagga, Sveriges ära,

fornklenod och framtidstolk,

Gud är med oss, Gud är med oss,

Han skall bära stark

vårt fria svenska folk.

## Tillkomst
Till det första firandet av Svenska flaggans dag 1916 på Stockholm stadion blev Hugo Alfvén ombedd att skriva musik till en text som beställts av Ossiannilsson. Alfvén skulle leda sången vid festligheterna och den kör han hade till sitt förfogande var den så kallade 6:e juni-kören där Orphei Drängar utgjorde kärnan.
I sina memoarer beskriver Alfvén hur komponerandet gick till. Han var inte nöjd med texten och den vållade honom huvudbry och han kunde inte förlika sig med slutorden och skriver: ”Så vidt jag nu minns, lydde de: ’Gud är med oss, Han är med ett fridsamt folk.’” Han ändrar därför i texten till ”Gud är med oss, Gud är med oss, han skall bära stark vårt fria svenska folk.”
Alfvén skriver i ett brev till Ossiannilsson daterat "Linnéanum, Uppsala 25/5 1916": ”Herr Ossiannilsson, Genom att intendent Nyblom jäktade på utan uppehåll med att flaggsången måste tonsättas, kom jag i en mycket pinsam situation. […] Jag bifogar här dikten med de ändringar jag som tonsättare ansett mig böra göra.”
Ossiannilsson godkände ”älskvärt nog” Alfvéns ändringar i texten.
Alfvén berättar i memoarerna att han skrev musiken under en tågresa till och från en ”frackmiddag” i Stockholm:
| ”             | Och jag ändrade genast, samtidigt som jag skrev den klimax i melodien, som min känsla krävde. Så här ville jag ha det: ’Gud är med oss, Gud är med oss, han skall bära stark vårt fria svenska folk.’ Och så blev det. På ordet ’stark’ drev jag upp förstatenoren på höga b och satte till yttermera visso en fermat över noten. Nu ändtligen hade jag fått frid i min själ och gick till middagen i verkligt festhumör. Det hade stigit åtskilliga grader, när jag sent omsider åkte hem med sista tåget – den så kallade ”nattskramlan”. Jag var ensam i kupén, melodien tonade i mitt huvud, skizzboken åkte fram, och nästan omedvetet började jag skriva ned de tre övriga stämmorna. Harmonierna låg redan klara, ty de hade födts samtidigt med melodien. När jag kom fram till Uppsala, var kvartetten färdig. | „ |
| – Hugo Alfvén | |   |

I samband med firandet tilldelades Alfvén av Gustaf V den kungliga medaljen Litteris et Artibus.

## Nytolkning
Tonsättaren Svante Henrysons omdiskuterade tolkning av Sveriges Flagga för blandad kör komponerades på beställning inför Alfvéns 150-årsjubileum 2022.
Verket belyser Alfvéns medlöperi och legitimerande av Quislings regering under 2:a världskriget. Henrysons tolkning ströks från jubileumskonserten av oklara skäl, vilket ledde till artiklar i svensk dagspress och nyhetsinslag i SVT.